# L/B881
L/B881 este un microcalculator românesc bazat pe procesorul 8080, având periferice din aceeași familie. A fost dezvoltat la începutul anilor '80 de radioamatorii din grupul Lixco, sub îndrumarea lui Nicoară Paulian și a fost asimilat în regim de microproducție la ITCI.